# Marcilly-en-Villette
Marcilly-en-Villette és un municipi francès, situat al departament del Loiret i a la regió de Centre – Vall del Loira. L'any 2007 tenia 1.943 habitants.

## Demografia

### Població
El 2007 la població de fet de Marcilly-en-Villette era de 1.943 persones. Hi havia 748 famílies, de les quals 131 eren unipersonals (52 homes vivint sols i 79 dones vivint soles), 279 parelles sense fills, 278 parelles amb fills i 60 famílies monoparentals amb fills.
La població ha evolucionat segons el següent gràfic:
Habitants censats

### Habitatges
El 2007 hi havia 808 habitatges, 755 eren l'habitatge principal de la família, 38 eren segones residències i 15 estaven desocupats. 773 eren cases i 28 eren apartaments. Dels 755 habitatges principals, 576 estaven ocupats pels seus propietaris, 158 estaven llogats i ocupats pels llogaters i 21 estaven cedits a títol gratuït; 9 tenien una cambra, 35 en tenien dues, 117 en tenien tres, 174 en tenien quatre i 421 en tenien cinc o més. 651 habitatges disposaven pel capbaix d'una plaça de pàrquing. A 256 habitatges hi havia un automòbil i a 453 n'hi havia dos o més.

### Piràmide de població
La piràmide de població per edats i sexe el 2009 era:
| Homes | Edats   | Dones |
| ----- | ------- | ----- |
| 0     | 95 o +  | 0     |
| 0     | 90 a 94 | 8     |
| 4     | 85 a 89 | 8     |
| 12    | 80 a 84 | 24    |
| 32    | 75 a 79 | 36    |
| 48    | 70 a 74 | 28    |
| 40    | 65 a 69 | 24    |
| 48    | 60 a 64 | 48    |
| 60    | 55 a 59 | 56    |
| 76    | 50 a 54 | 56    |
| 88    | 45 a 49 | 76    |
| 84    | 40 a 44 | 88    |
| 64    | 35 a 39 | 60    |
| 52    | 30 a 34 | 56    |
| 72    | 25 a 29 | 52    |
| 60    | 20 a 24 | 60    |
| 80    | 15 a 19 | 64    |
| 48    | 10 a 14 | 88    |
| 64    | 5 a 9   | 56    |
| 44    | 0 a 4   | 32    |

## Economia
El 2007 la població en edat de treballar era de 1.271 persones, 967 eren actives i 304 eren inactives. De les 967 persones actives 921 estaven ocupades (479 homes i 442 dones) i 47 estaven aturades (24 homes i 23 dones). De les 304 persones inactives 107 estaven jubilades, 125 estaven estudiant i 72 estaven classificades com a «altres inactius».

### Ingressos
El 2009 a Marcilly-en-Villette hi havia 805 unitats fiscals que integraven 2.034 persones, la mediana anual d'ingressos fiscals per persona era de 21.454 €.

### Activitats econòmiques
Dels 83 establiments que hi havia el 2007, 1 era d'una empresa alimentària, 2 d'empreses de fabricació de material elèctric, 6 d'empreses de fabricació d'altres productes industrials, 9 d'empreses de construcció, 13 d'empreses de comerç i reparació d'automòbils, 4 d'empreses de transport, 3 d'empreses d'hostatgeria i restauració, 3 d'empreses d'informació i comunicació, 3 d'empreses financeres, 8 d'empreses immobiliàries, 12 d'empreses de serveis, 8 d'entitats de l'administració pública i 11 d'empreses classificades com a «altres activitats de serveis».
Dels 16 establiments de servei als particulars que hi havia el 2009, 1 era una oficina de correu, 2 tallers de reparació d'automòbils i de material agrícola, 2 paletes, 1 guixaire pintor, 1 fusteria, 2 lampisteries, 2 electricistes, 1 perruqueria, 1 restaurant, 2 agències immobiliàries i 1 saló de bellesa.
Dels 6 establiments comercials que hi havia el 2009, 1 era una botiga de més de 120 m², 1 una botiga de menys de 120 m², 1 una fleca, 1 una botiga de mobles i 2 floristeries.
L'any 2000 a Marcilly-en-Villette hi havia 29 explotacions agrícoles que ocupaven un total de 1.440 hectàrees.

## Equipaments sanitaris i escolars
L'únic equipament sanitari que hi havia el 2009 era una farmàcia.
El 2009 hi havia 1 escola maternal i 1 escola elemental.

## Poblacions més properes
El següent diagrama mostra les poblacions més properes.